# I Rise
Singles de Madonna
Crave
(2019) I Don't Search I Find
(2020)
Pistes de Madame X
Looking for Mercy
(14)
I Rise est une chanson du 14e album studio de Madonna, Madame X, dont elle est la quinzième et dernière piste.
La chanson a été écrite par la chanteuse elle-même, aux côtés de Starrah et Jason Evigan, alors qu’elle était produite par Madonna et Evigan.
Il a été publié le 3 mai 2019 par Interscope Records, en tant que premier single promotionnel de l’album, puis envoyé à la radio italienne le 4 octobre 2019, en tant que troisième single de l’album, par le label susmentionné. La chanson est une piste pop mid tempo qui traite lyriquement de l’autonomisation et attire l’attention sur la violence armée aux États-Unis, et contient un échantillon d’un discours de la militante américaine Emma González. 
« I Rise » a reçu des critiques généralement positives de la part des critiques musicaux, qui ont complimenté son message et sa production. La chanson est devenue le 49e single de Madonna en tête des charts sur le « US Hot Dance Club Songs Chart », et a atteint le top 10 sur les charts numériques en Finlande et en Grèce. Un clip accompagnant la chanson a été réalisé en partenariat avec Time Studios, réalisé par Peter Matkiwsky et sorti le 19 juin 2019. La vidéo présente des images de survivants de la fusillade de l’école secondaire Stoneman Douglas, de sympathisants LGBTQ et de manifestants pour les droits des femmes, entre autres mouvements pour la justice sociale.
La chanson a été interprétée pendant le set de Madonna au Stonewall 50 – WorldPride NYC 2019, et comme numéro final de sa tournée Madame X Tour en 2019-2020.

## Contexte et composition
En 2017, Madonna a déménagé à Lisbonne, au Portugal, à la recherche d’une académie de football de premier plan pour son fils David, qui voulait devenir un joueur de football professionnel. Alors qu’elle vit en ville, elle commence à rencontrer des artistes, des peintres et des musiciens, qui l’invitent à des « séances de salon ». Lors de ces séances, ils apportaient de la nourriture, s’asseyaient autour de la table et les musiciens commençaient à jouer des instruments, chantant du fado et de la samba,. Se retrouvant « connectée par la musique », la chanteuse décide de créer un album ; « J’ai trouvé ma tribu [à Lisbonne] et un monde magique de musiciens incroyables qui ont renforcé ma conviction que la musique à travers le monde est vraiment connectée et est l’âme de l’univers »,. Le 15 avril 2019, Madonna a révélé « Madame X » comme titre de l’album. Pour l’album, elle a travaillé avec Mirwais, son collaborateur de longue date, qui avait déjà travaillé sur ses albums Music (2000), American Life (2003) et Confessions on a Dance Floor (2005), ainsi que Mike Dean, qui était producteur sur Rebel Heart (2015) et Diplo. Madonna a déclaré qu’elle avait écrit « I Rise » comme un moyen de donner une voix aux personnes marginalisées qui estimaient qu’elles n’avaient pas l’occasion de dire ce qu’elles pensaient, et qu’elle espérait que cela encouragerait « tous les individus à être qui ils sont, à dire ce qu’ils pensent et à s’aimer eux-mêmes ». La chanson est sortie le 3 mai 2019 en tant que premier single promotionnel de Madame X, par Interscope Records. Il a ensuite été envoyé aux stations de radio italiennes le 4 octobre 2019, en tant que troisième single de l’album, par le label susmentionné.
I Rise a été écrit par Madonna, Starrah et Jason Evigan, tandis que la production a été assurée par la chanteuse et Evigan. Elle a été décrite comme une chanson pop mid tempo qui traite lyriquement de l’autonomisation et attire l’attention sur la violence armée aux États-Unis,,, mais peut également être considérée comme « une allégorie des hauts et des bas » de la carrière de Madonna, selon Daniel Welsh du HuffPost. La chanson commence par un extrait du discours d’Emma González, militante et survivante de la fusillade du lycée Stoneman Douglas, dans lequel elle déclare : « Ils disent que nous, les enfants, ne savons pas de quoi nous parlons, que nous sommes trop jeunes pour comprendre comment fonctionne le gouvernement. Nous appelons BS (bullshit) ». Plus loin dans la piste, les mots « no BS » font écho à la fin de plusieurs versets.
Sur I Rise, Madonna chante: « Il n’y a rien que vous puissiez me faire qui n’ait pas été fait / Pas à l’épreuve des balles, ne devrait pas avoir à fuir un pistolet / La rivière de larmes s’est asséchée, laissez-les courir / Pas de jeu que vous pouvez jouer avec moi, je ne gagne pas », sur des voix auto-accordées. Elle cite aussi une citation du philosophe français Jean-Paul Sartre, qui dit : « La liberté est ce que vous choisissez de faire avec ce qui vous a été fait. ».

## Réception critique
I Rise a reçu des critiques généralement positives de la part des critiques musicaux. 
- Mark Kennedy de l’Associated Press, a donné à Madame X une critique globalement négative, mais a sélectionné la piste comme l’une des meilleures chansons de l’album[12].
- Louise Bruton de The Irish Times, a estimé qu’il s’agissait d’une « ballade édifiante et sans gadget », et a noté que « Madonna connaît le pouvoir qu’elle exerce, et en tant que défenseure de longue date de la communauté LGBTQ + et des personnes vivant avec le VIH, elle joue très bien cette carte » sur la chanson[13].
- Pour Nick Smith de MusicOMH, « I Rise » était « puissant et introspectif », et complimentait le sample de González, le qualifiant d'"émotionnel"[14].
- Wren Graves de Consequence of Sound  a écrit que le morceau était « un truc entraînant »[15], tandis que Paul Nolan de Hot  Press l’a appelé « remuant »[16].
- Jamie Tabberer de Gay Star News, a classé le morceau comme un « hymne d’autonomisation » avec des « paroles sincères » qui sonnaient « autobiographiques »[17].
- Samuel R. Murrian de Parade, a écrit qu’il s’agissait d’une « ode émouvante et triomphante à la force authentique » et a également noté les « paroles rêveuses et la production éthérée »[18].
- Selon Ben Beaumont-Thomas du Guardian, « I Rise » a « des mélodies élégantes et tendres qui vous entourent plutôt que de vous pousser à la soumission »[18].
- Trey Alston de MTV, l’a qualifié de « puissant et édifiant ». Il a ajouté que la chanson était « aussi douce que les chants de guerre viennent, mais il y a du pouvoir dans cette fragilité »[9].
- Selon Victoria Segal du magazine Q, « I Rise » « garde le rythme d’un monde hors du commun », tandis que Michael Arceneaux de NBC News a commenté que c’était l’une des chansons qui « méritent d’être diffusées »[19].
- Chuck Arnold du New York Post, a trouvé que la chanson était une « ballade hymnique » et qu’elle « prouve une fois de plus » pourquoi Madonna est « la survivante ultime de la pop »[20].
- Sean Maunier de Metro Weekly, a estimé que Madonna avait trouvé « une certaine rédemption » sur la chanson[21].
- Daniel Megarry de Gay Times, a estimé que bien que le morceau « ne soit pas de premier plan » avec d’autres chansons de Madonna telles que Live To Tell (1986) et Take a Bow (1994), mais que « c’est toujours une écoute agréable », et a loué son message lyrique[22].
- Mike Wass d’Idolator pensait que la chanson était « bien intentionnée, mais elle n’avait pas besoin d’une chorale d’enfants pour matraquer le point à la maison »[23].
- Selon El Hunt de NME, la citation de Sartre de la chanson « peut frôler le territoire inspirant des aimants du réfrigérateur, trop large pour établir une véritable connexion »[24].
- Une critique plus critique est venue d’ErnestoSanchez de Milenio, qui a complimenté la production, mais n’a pas été impressionné par le refrain et le niveau de créativité de la chanson, et a dit que cela ressemblait à une prise de Rebel Heart[25].

Slant Magazine a placé I Rise au numéro 67 sur leur liste des 82 meilleurs singles de Madonna. Pour le magazine, Sal Cinquemani a écrit: « La piste elle-même est moins touchante que son message, avec un auto-tune inutile rendant la rhétorique envolée de Madonna presque robotique. ». Le remix de Tracy Young de la chanson a remporté le prix du meilleur enregistrement remixé lors de la 62e cérémonie annuelle des Grammy Awards. Avec cet exploit, Young est devenue la première femme à remporter le prix.

## Performance commerciale
Aux États-Unis, I Rise est devenu la 65e entrée de Madonna dans le classement Dance Club Songs de Billboard. La chanson a finalement atteint le sommet du classement, devenant son 48e single en tête des charts pour la date de sortie du 31 août 2019. Sur le classement US Dance Club Songs de fin d’année, « I Rise » s’est classé au numéro 31. La chanson a fait ses débuts à son apogée de numéro 37 sur le « US Dance / Mix Show Airplay Chart » pour le numéro daté du 13 juillet 2019. Cela a donné à Madonna sa 15e entrée dans les charts et sa 1re depuis Living for Love (2014). « I Rise » a également culminé au numéro 95 en Croatie, la semaine du 20 mai 2019. La chanson a également culminé aux numéros quatre et neuf des charts numériques de Finlande et de Grèce, respectivement. En Hongrie, elle a atteint la 27e place du classement national, tandis que la chanson a culminé à la 45e place du « Scottish Singles Chart » pour la semaine se terminant le 10 mai 2019,. « I Rise » a atteint le numéro 40 sur le « UK Singles Downloads Chart ».

## Promotion

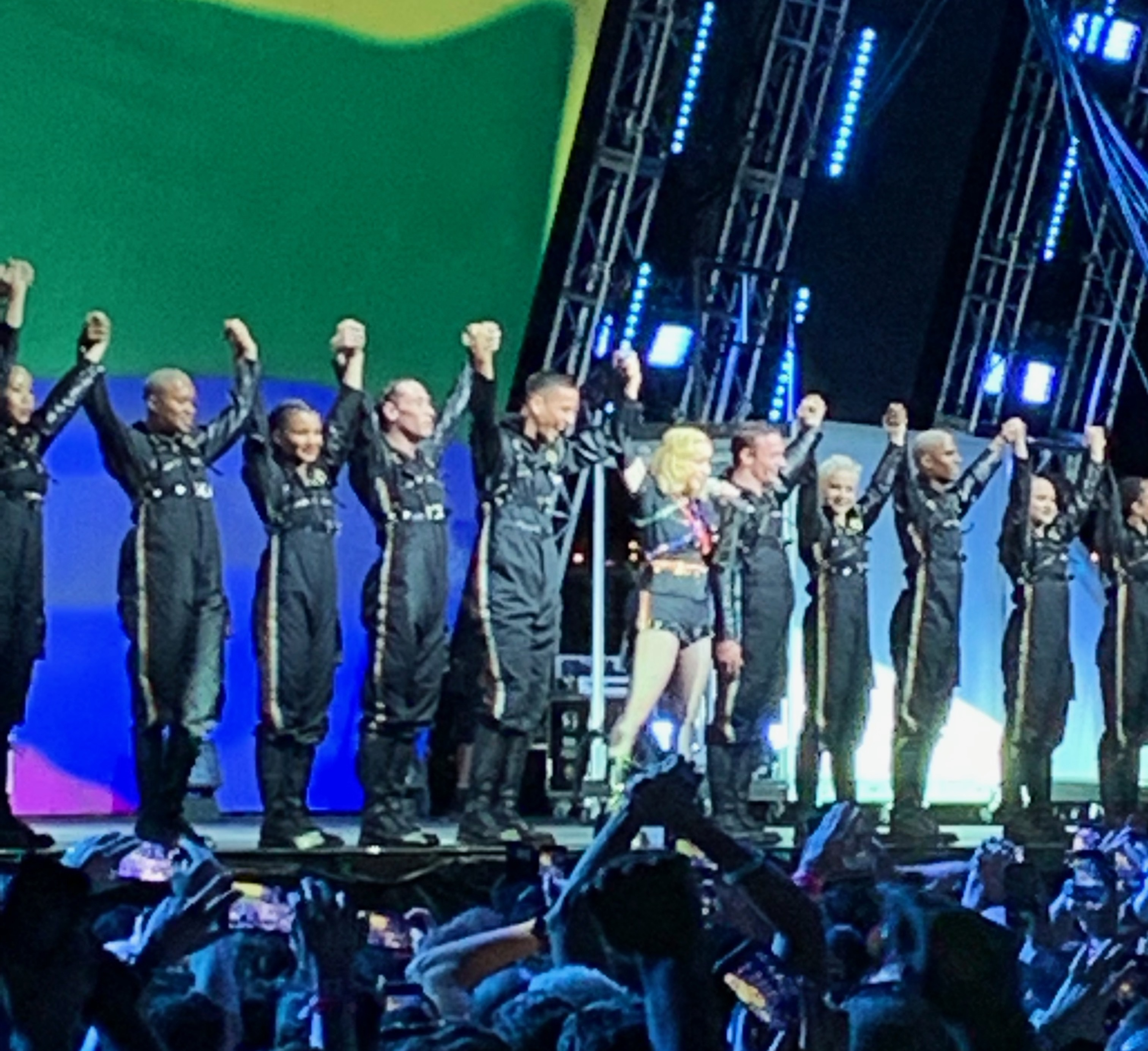
Madonna termine son set au Stonewall 50 – WorldPride NYC 2019 avec une performance de « I Rise ».

Madonna s’est associée à Time Studios pour créer un clip vidéo pour I Rise, réalisé par Peter Matkiwsky et sorti le 19 juin 2019. Madonna elle-même n’apparaît pas dans la vidéo, mais elle montre plutôt des images des survivants de la fusillade du lycée Stoneman Douglas, des sympathisants LGBTQ, des manifestants des droits des femmes, du témoignage de la gymnaste olympique Aly Raisman sur les abus sexuels, de l’arrestation de la journaliste philippine Maria Ressa, entre autres mouvements pour la justice sociale,.
Mike Wass d’Idolator a commenté que le clip « transmet le message puissant de la chanson d’une manière frappante », alors que selon Alexander Kacala de The Advocate, « Madonna n’a jamais hésité à faire des déclarations audacieuses avec son travail », et la vidéo en était « un témoignage ».
La première performance live de I Rise a eu lieu lors de l’apparition de Madonna à « Stonewall 50 - WorldPride NYC 2019 », où c’était le numéro de clôture. Les toiles de fond représentaient des images des étudiants qui ont dirigé le mouvement March for Our Lives, ainsi que le mot « résister ». Madonna portait un cache-œil sur son œil gauche, tandis que ses danseurs de fond étaient habillés en policiers qui brandissaient. Après la représentation, des feux d’artifice ont explosé au-dessus de la salle.
« I Rise » a été interprété comme le rappel de la tournée Madame X Tour (en 2019-2020) de la chanteuse. La performance a commencé avec le discours de González présenté à l’écran, qui a ensuite montré des images d’actualités de manifestations et de marches. À la fin de la représentation, l’écran a tourné les couleurs du drapeau arc-en-ciel, suivi de Madonna et de ses danseurs sortant de la scène les poings levés.
Lors de son arrêt au London Palladium le 5 février 2020, à mi-chemin de la performance de la chanson, le théâtre a baissé le rideau de scène et éteint le son alors que Madonna avait dépassé sa date limite. Le reste de la performance a été fait a cappella. Cela a provoqué la colère de la chanteuse, qui s’est rendue sur son compte Instagram pour accuser le lieu d’essayer de censurer son spectacle.

## Personnel
- Madonna – chant, auteur-compositeur, production
- Emma González – chant
- Jason Evigan – auteur-compositeur, production
- Brittany Talia Hazzard – auteur-compositeur

Crédits adaptés de Tidal.